# Деніс Мак-Дона
Деніс Річард Мак-Дона (англ. Denis Richard McDonough; нар. 2 грудня 1969) — американський політик, член Демократичної партії. Голова адміністрації Білого дому з 2013 до 2017 року.
Працював заступником радника з питань національної безпеки (2010–2013) та керівником апарату Ради національної безпеки (2009–2010).
10 грудня 2020 року обраний президент Джо Байден оголосив про свій намір призначити Мак-Дону міністром у справах ветеранів.

## Особисте життя
Одружений з Карін Гіллстрем. Подружжя має трьох дітей.